# Henryk Królak
Henryk Królak (ur. 15 stycznia 1960) – polski lekkoatleta specjalizujący się w rzucie młotem.

## Kariera
W roku 1979 zajął piąte miejsce w mistrzostwach Europy juniorów. Brał udział w mistrzostwach świata w 1983 roku jednak z powodu kontuzji nie zaliczył żadnej mierzonej próby w rundzie eliminacyjnej. Reprezentował Polskę na mistrzostwach Europy w Stuttgarcie (1986) – z wynikiem 71,76 m nie awansował do finału. Dziesięciokrotnie startował w ścisłym finale mistrzostw Polski seniorów zdobywając trzy medale – dwa srebrne (Lublin 1984 i Bydgoszcz 1985) oraz jeden brązowy (Grudziądz 1986).

## Rekordy życiowe
- rzut młotem – 78,60 m (9 czerwca 1984, Warszawa[4]) – 8. wynik w historii polskiej lekkoatletyki.

## Osiągnięcia
| Rok  | Impreza                     | Miejsce   | Lokata            | Wynik |
| ---- | --------------------------- | --------- | ----------------- | ----- |
| 1979 | Mistrzostwa Europy juniorów | Bydgoszcz | 5. miejsce        | 63,60 |
| 1983 | Mistrzostwa świata          | Helsinki  | –                 | NM    |
| 1986 | Mistrzostwa Europy          | Stuttgart | el. – 17. miejsce | 71,76 |